# Gare d'Albergaria dos Doze
La gare d'Albergaria dos Doze ((pt) Estação Ferroviária de Albergaria dos Doze) est une gare ferroviaire portugaise de la ligne du Nord située sur le territoire de la freguesia Albergaria dos Doze, dans le district de Leiria.
Elle est mise en service en 1864. C'est une gare de Comboios de Portugal, desservie par des trains Regional.

## Situation ferroviaire
La gare d'Albergaria dos Doze est située sur la ligne du nord (Linha do Norte (pt)). Elle est la 21e gare de la ligne.

## Histoire
À l'époque des locomotives à vapeur un réservoir de 200 000 litres permet le ravitaillement des machines en eau. Il est détruit en 1987 après l'électrification de la voie. 